# Ауюиттук (национальный парк)
Национальный парк Ауюитту́к (англ. Auyuittuq National Park, фр. Parc national Auyuittuq) — национальный парк Канады, созданный в 2001 году в восточной части территории Нунавут на острове Баффинова Земля. В переводе с инуитского языка название парка означает «земля, которая никогда не тает».
Основной достопримечательностью парка является мыс Пенни-Айс — 6000 км² льда и снега. Территорию парка пересекают Арктические Кордильеры.

## История создания парка
В 1970-х годах было получено принципиальное согласие на создание парка (по одним данным это произошло в 1972 году, по другим — в 1976 году). В 1993 году было подписано соглашение с инуитами, регулирующее создание парка, а сам парк был создан в 2001 году.

## Геология
Самые старые скалы на полуострове Камберленд в парке Ауюиттук сформированы 2,8 млрд лет назад в докембрийский период. Около 550 млн лет назад во время зарождения жизни на Земле восточная Арктика была под водой и скалы покрылись слоем осадочных пород. Около 60 млн лет назад движение континентов привело к отделению острова Баффинова Земля от Гренландии, полуостров Камберленд поднялся над водой, а последующая эрозия убрала большую часть осадочных пород. Горные пики в западной части парка являются высшими точками как острова, так и всего канадского щита.

## Фауна
На территории национального парка обитают 8 видов млекопитающих и 28 видов птиц. Также зафиксировано 13 видов пресноводных и морских рыб. Распространены белый медведь, обыкновенная лисица, горностай, песец, арктический беляк, белуха, нарвал, белая сова, сапсан, мохноногий канюк, кречет, белый гусь, канадская казарка и др.

## Фотогалерея
- Национальный парк Ауюиттук